# Halim (album)
Halim è il secondo album in studio della cantante belga Natacha Atlas, pubblicato nel 1997.
Il disco è dedicato al cantante egiziano Abdel Halim Hafez.

## Tracce
1. Marifnaash – 4:49
2. Moustahil – 3:33
3. Amulet – 4:59
4. Leyli – 3:42
5. Kidda – 5:10
6. Sweeter Than Any Sweets – 6:00
7. Ya Weledi – 7:10
8. Enogoom Wil, Amar – 6:45
9. Andeel – 5:56
10. Gafsa – 6:37
11. Ya Albi Ehda – 9:00
12. Agib – 7:34